# 杉並親子殺害事件
杉並親子殺害事件（すぎなみおやこさつがいじけん）とは2007年（平成19年）1月25日に発生した強盗殺人事件。

## 概要
2007年（平成19年）1月28日、東京都杉並区桃井2丁目の家で親子2人（母親86歳と長男61歳）が現金約4万7千円やクレジットカードが奪われた上、殺害されているのを近隣住民の110番通報を受けて駆けつけた荻窪警察署の署員が発見した。室内には土足の靴跡があり、長男のそばには血痕が付着したナイフが落ちていた。また、玄関は施錠されていたが、勝手口は鍵がかかっていなかった。

## 捜査
警視庁捜査一課は強盗殺人事件と見て荻窪警察署に特別捜査本部を設置した。
2007年（平成19年）2月10日、荻窪警察署特別捜査本部は窃盗未遂容疑で日本大学理工学部3年生の男S（当時21歳）を逮捕した。調べによると、Sは1月25日夕方、杉並区内のコンビニのATMで長男名義のクレジットカードから現金を引き出そうとしたが、暗証番号が違っていたため引き出せなかった。また、Sが親子の殺害を認める供述を始めたため、特別捜査本部は現場の状況や物証などの確認や裏付け捜査に乗り出した。
Sは動機について「親が金銭に厳しく、金がなかった」と供述した。その上で「金を奪うのはどこの家でもよかった」とも供述した。
2007年（平成19年）3月2日、荻窪警察署特別捜査本部はSを強盗殺人容疑で再逮捕した。Sは強盗目的の殺害を自供した後、否認に転じていたが、クレジットカードが供述通り杉並区内の路上で発見されたことからSの供述の信憑性が高いと判断、再逮捕に至った。また、東京地検は同日、Sを窃盗未遂罪で起訴した。
その後、Sの供述からサバイバルナイフを購入し、黒い戦闘服に目出し帽、黒の登山靴で侵入しに及んだと判明。盗んだ金は遊興費に消えていた。
2007年（平成19年）3月23日、東京地検はSを強盗殺人罪で追起訴した。

## 裁判
2007年（平成19年）9月21日、東京地裁（青柳勤裁判長）で初公判が開かれ、Sは「殺意は抱いていませんでした」と述べ起訴事実の一部を否認した。弁護側も「殺意はなく、被告は心神耗弱だった」と主張し、刑事責任能力について争う姿勢を見せた。
冒頭陳述で検察側はプロジェクターやパネルを使用してSが犯行に使用した凶器を購入したり、犯行に至る経緯などを時系列表で説明。また、調書の任意性を証明するために取り調べの様子を録画したDVDが証拠採用された。
同日の公判では専門用語を平易な表現にしたり、「ですます調」で読み上げるなど裁判員裁判の導入に向けた対応が取られた。
2007年（平成19年）10月9日、証拠採用されたDVDが再生され、Sは調書に署名しながら殺意を否認した理由について「明確な殺意があって2人を刺した記憶はない」と述べた。しかし、調書の訂正を申し立てなかった理由については「胴体めがけてナイフを振り下ろすのは殺意がなければできないと思うので、訂正する必要はないと思った」と説明した。
2008年（平成20年）12月17日、検察側が請求した精神鑑定で鑑定医が「完全責任能力があった」と証言し、弁護側が請求した精神鑑定で「自分の精神をコントロールできない状況で責任能力はなかった」と相反する鑑定結果が示された。これに対し、弁護側は3回目の精神鑑定を東京地裁に請求したが、東京地裁は却下した。
2009年（平成21年）3月27日、論告求刑公判が開かれ、検察側は「遊興費欲しさから被害者2人の心臓をナイフで突き刺した極めて残虐な犯行」として死刑を求刑した。
2009年（平成21年）5月18日、最終弁論が開かれ、弁護側は「殺意はなく、犯行当時、被告に責任能力もなかった」として無罪を主張し、結審した。
2009年（平成21年）7月15日、東京地裁（植村稔裁判長）で判決公判が開かれ「殺意を持ったのは各殺害行為の直前で、あらかじめ強盗殺人まで計画していない。死刑に処することがやむを得ないとはいえない」として無期懲役の判決を言い渡した。
判決ではSの完全責任能力を認めた上で量刑について検討。遊興費欲しさに2人を殺害したことや、Sが「死後の世界を信じないので、被害者に対する悔悟の念はない」と反省の態度を示していないことから「刑事責任は重大」と指摘した。しかし、若年で前科もなく、更生の可能性があることやSの家族が被害弁償として遺族に8000万円を支払ったことなどを挙げ、無期懲役が相当と結論付けた。7月27日、検察側・弁護側共に判決を不服として控訴した。
2009年（平成21年）12月10日、東京高裁（小西秀宣裁判長）で控訴審初公判が開かれ、検察側は「一審の結論は、ほかの裁判例との均衡が取れず、遺族にも受け入れがたい」として改めて死刑の適用を主張した。一方、弁護側は「脳の障害で衝動を抑えられず、心神喪失か耗弱の状態だった」と主張し、改めて精神鑑定を求めた。
2010年（平成22年）5月6日、控訴審第4回公判が開かれ、検察側は改めて死刑の適用を求め、弁護側は心神喪失だったとして無罪を主張し、控訴審が結審した。
2010年（平成22年）6月17日、東京高裁（小西秀宣裁判長）で控訴審判決公判が開かれ、Sの完全責任能力を認めた上で「被告が若く、前科がないことなどを考慮すると、極刑に処するほかないとまではいえない」として一審・東京地裁の無期懲役の判決を支持、検察側と弁護側双方の控訴を棄却する判決を言い渡した。7月1日、弁護人は判決を不服として上告した。
2010年（平成22年）7月9日、Sは弁護人の上告を取り下げたため、無期懲役の判決が確定した。